# Briord
Briord es una comuna francesa situada en el departamento de Ain, de la región de Auvernia-Ródano-Alpes.

## Demografía
| 583 | 643 | 626 | 658 | 766 | 731 | 763 | 724 | 763 | 750 | 734 | 715 | 651 | 640 | 612 | 586 | 547 | 539 | 521 | 544 | 521 | 512 | 457 | 402 | 394 | 403 | 388 | 366 | 393 | 413 | 520 | 618 | 675 | 800 | 946 | 1 045 |
| Para los censos de 1962 a 1999 la población legal corresponde a la población sin duplicidades (Fuente: INSEE [Consultar]) |     |     |     |     |     |     |     |     |     |     |     |     |     |     |     |     |     |     |     |     |     |     |     |     |     |     |     |     |     |     |     |     |     |     |       |